# Juan Barrundia
Juan Barrundia é um político que governou o Estado da Guatemala de 12 de outubro de 1824 até à sua destituição em 6 de setembro de 1825, mediante um "Golpe de Estado" perpetrado pelo Presidente da Federação Centro-americana, general Manuel José Arce.

## Biografia

### Família
Juan Barrundia era filho de Martín Barrundia e Iparraguirre e Teresa Cepeda. Seu irmão foi José Francisco Barrundia e Cepeda, que foi Chefe de Estado da Guatemala e presidente dos Estados Unidos da América Central.

### Chefe de Estado da Guatemala
Em 1824 foi nomeado Chefe de Estado da Guatemala pelo Conselho Constituinte e tomou posse efetiva do cargo em 12 de outubro de 1824.
Em 1825 o presidente da Federação geral Manuel José Arce celebrava o aniversário da instalação da Assembleia Nacional Constituinte na qual não tinha lugares de honra para funcionários públicos não federais, pelo que Barrundia não assistiu. Devido a isto, foi preso e obrigado a estar presente na celebração de Arce.

### Golpe de Estado
Manuel José Arce ordenou a detenção de Juan Barrundia em 6 de setembro de 1825. Três dias depois foi julgado e não foi condenado. De igual forma também não foi restituído ao seu cargo.

## Vida após a presidência
Depois da invasão de Francisco Morazán a Guatemala dispôs-se a reinstalá-lo no seu cargo, mas rejeitou a proposta. A partir de 1832 foi membro da Direcção da Academia de Estudos.

## Morte
Exilou-se em San Cristóbal de las Casas, Chiapas, México, onde morreu em 1843.